# Burg Bersohn
Die Burg Bersohn (lettisch Bērzaunes pils) ist die Ruine einer bischöflichen Vasallenburg des Erzbistums Riga, errichtet am linken Ufer der Bersonite im livländischen Dorf Bērzaune im lettischen Bezirk Madona.

## Geschichte

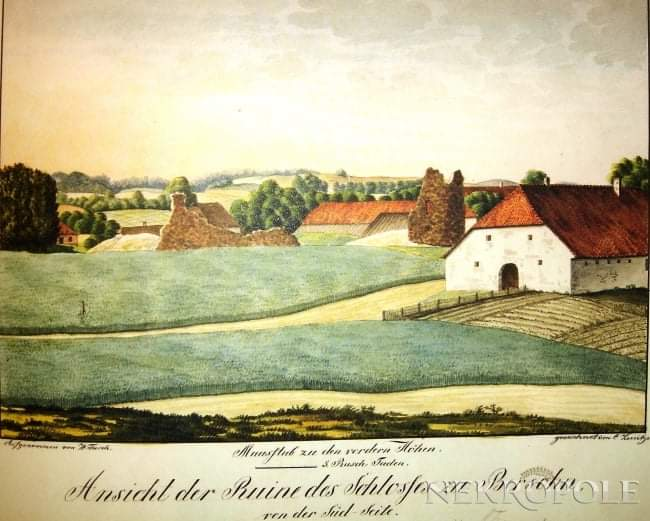
Ansicht der Burgruine von 1830

Im Jahre 1229 übertrug der Erzbischof von Riga die Ländereien von Berzaune als Lehen an die Familie Tiesenhausen. Erbaut wurde die Burg dann vermutlich erst in den 1330er oder 40er Jahren von Bartholomäus von Tiesenhausen, wobei sie 1382 erstmals urkundlich genannt wird.
Nach dem Fall der Livländischen Konföderation während des Livländischen Krieges 1561 wurde Bersohn zusammen mit Livland in das Königreich Polen-Litauen eingegliedert. 1577 fiel der russische Zar Iwan IV. mit einer großen Armee in Livland ein und eroberte und plünderte u. a. auch Bersohn. Die Tiesenhausens selbst mussten sich in ein Moor bei Jelgava zurückziehen. Bereits ein Jahr später wurde Burg Bersohn wieder von polnisch-litauischen Truppen eingenommen. 1582 gab König Stephan Báthory Bersohn an Heinrich von Tiesenhausen zurück, verbot jedoch eine weitere Befestigung der Burg. Die zerstörerische Wirkung des Krieges war beträchtlich: von etwa 144 Haushalten waren 1582 nur noch 56 übrig.
1601–1603 plünderten und verwüsteten Polen und Schweden im Polnisch-Schwedischen Krieg die Region und legten Brände, was in Bersohn und Umgebung eine große Hungersnot auslöste; es gibt sogar Berichte von Kannibalismus. 1628 übergab König Gustav II. Adolf den Besitz Bersohn an den schwedischen Feldmarschall Johan Banér. In den folgenden Jahren wurde die Burg von den Schweden weiter befestigt und zu einer bedeutenden Verteidigungsanlage ausgebaut.
Wann genau die Burg zerstört und verlassen wurde, ist unbekannt, es wird jedoch angenommen, dass dies entweder in der zweiten Hälfte des 17. Jahrhunderts oder während des Großen Nordischen Krieges geschah. Für letzteres spricht die zur Zeit des Krieges wütende Pestepidemie.
Nach dem Krieg gelangte Bersohn an Russland. Die Burg verfiel immer weiter, auch weil aus den Ruinen entnommene Steine zum Bau der Nebengebäude eines neuen Anwesens neben der Burg verwendet wurden.
1944 während des Zweiten Weltkrieges wurde die Ruine dann vollständig zerstört, auch der bis dahin noch fast bis auf seine ursprüngliche Höhe erhaltene Rundturm. Als in der Nähe von Bersohn heftige Kämpfe begannen, wurden auf dem Burghügel Schützengräben ausgehoben.
Heute sind lediglich kleine bewachsene Fragmente des Mauerwerks der Burg sichtbar, ein Großteil der Mauern und Fundamente sind mit Schutt bedeckt. Lediglich der Keller des Rundturms ist freigelegt.

## Beschreibung

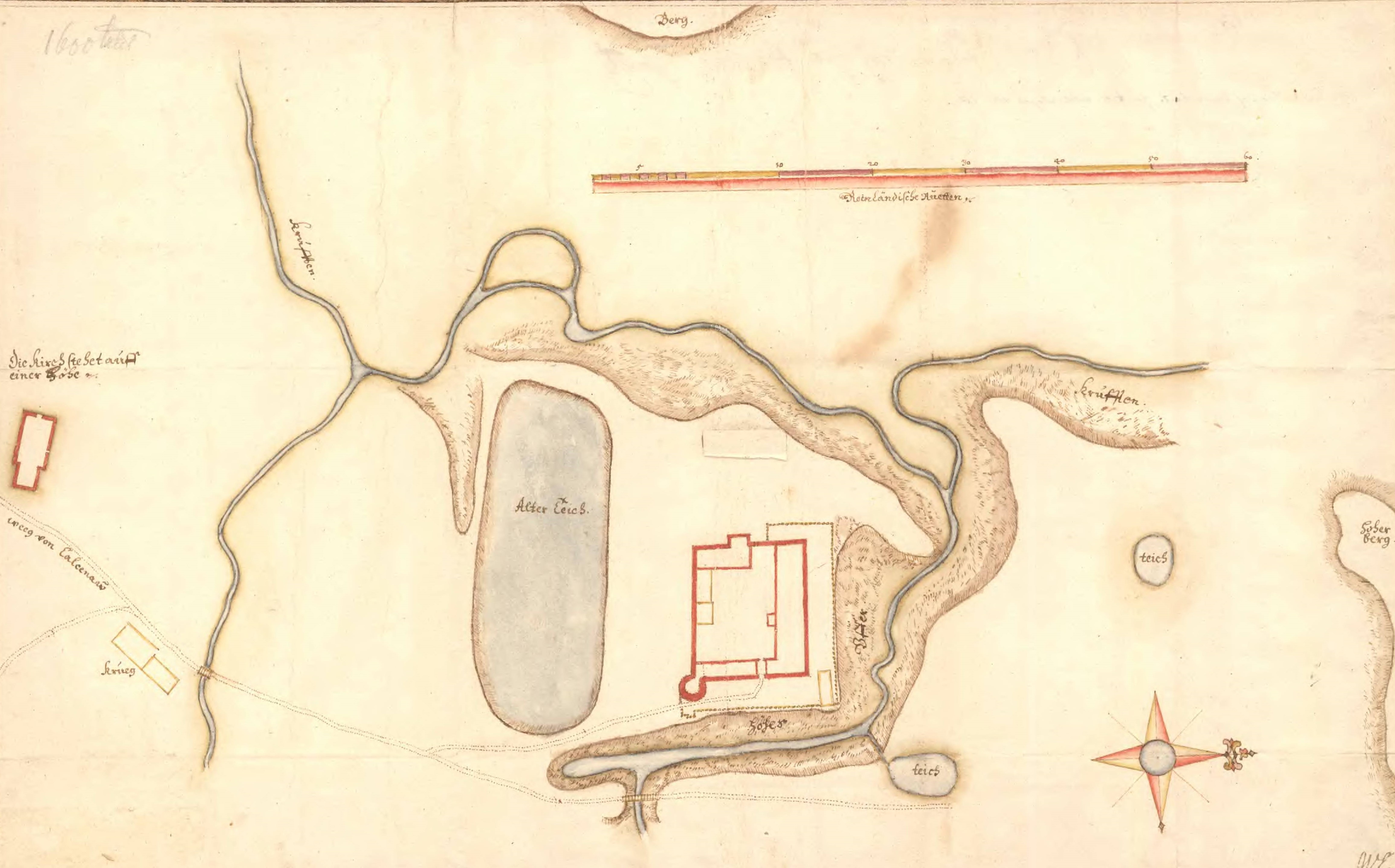
Burgplan aus dem 17. Jahrhundert

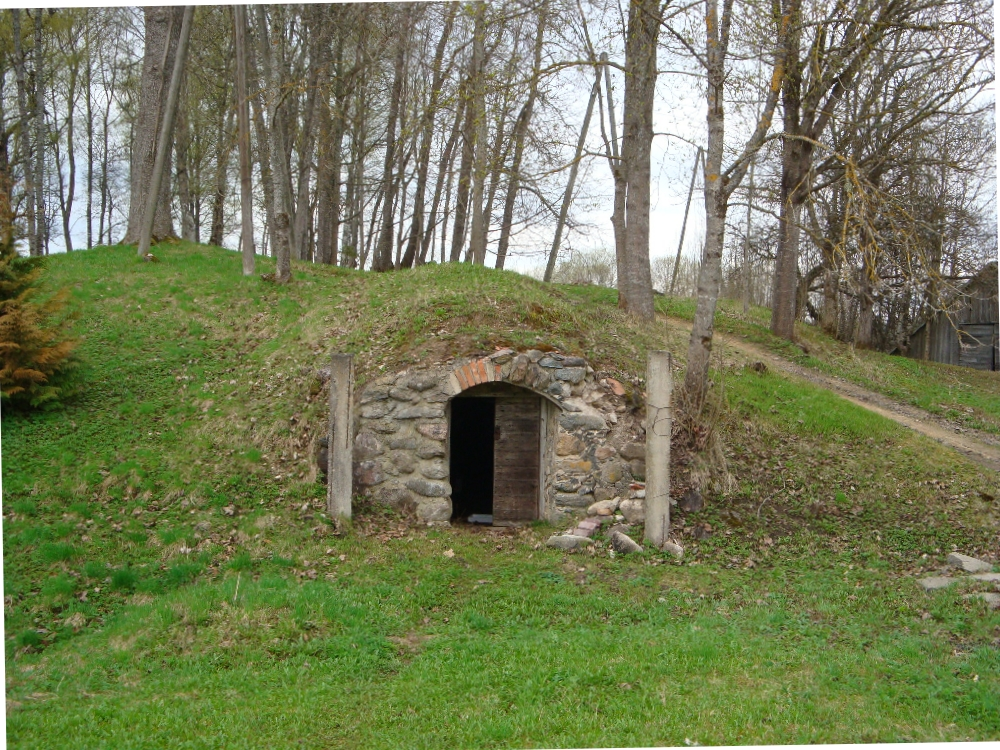
Kellerzugang zum Rundturm

Die Burg wurde als Wasserburg auf einem Hügel erbaut, der im Westen von dem Fluss Bersonite, im Norden und Osten von einem in den Fluss mündenden Bach mit abfallenden Ufern und im Süden von einem großen Teich begrenzt wird. Am anderen Ufer der Bersonite befand sich eine Siedlung mit vier Höfen, eine Brücke führte über den Fluss.
Die Burg wurde im quadratischen Grundriss erbaut, wobei die Grundfläche des Burghofes 44 × 51 m betrug. Die etwa 1,3 – 1,5 m dicke Umfassungsmauer war im unteren Bereich aus unbehandelten Findlingen errichtet. In der Mitte der Westmauer befand sich ein etwas hervorstehender quadratischer Wehrturm zur Verteidigung, in der Ostmauer lag mittig das Burgtor. Später wurde im südöstlichen Mauereck ein hervorstehender Rundturm errichtet, der für den Gebrauch und die Abwehr von Kanonen ausgelegt war. Der Außendurchmesser dieses Turms betrug 7 m, der Durchmesser des Innenraums nur 2 – 2,5 m. Die Wand des Turms war zur Straße hin etwas dicker (2,5 m), aber an den Verbindungsstellen zur Burgmauer nur etwa 1,9 m stark.
Innerhalb des Hofs waren an der Burgmauer mehrere Gebäude angebaut. Eines befand sich an der westlichen Mauer (nördlich des Turms), eines an der Nordseite und zwei einzelne an der Ostseite links und rechts des Burgtores. In diesen Gebäuden befanden sich Unterkünfte, eine Küche, eine Kapelle, ein Getreidespeicher sowie Lagerräume und Keller. Es wird außerdem ein Raum zur Lagerung von Waffen und Munition erwähnt, der sich beim neuen Turm befand.
Vermutlich zu Beginn des 16. Jahrhunderts wurde der genannte Rundturm zum Schutz der südöstlichen Ecke der Burg errichtet, da an dieser Seite die Hauptstraße entlang führte und sich dort zudem der Zugang zum Burgtor befand.